# Rhinolophus chaseni
Rhinolophus chaseni — вид рукокрилих ссавців з родини підковикових.

## Таксономічна примітка
Таксон відокремлений від R. borneensis.

## Середовище проживання
Країни проживання: Таїланд, Лаос, В'єтнам, Камбоджа.